# Декол
Де́кол (Colaptes) — рід дятлоподібних птахів родини дятлових (Picidae). Представники цього роду мешкають в Америці.

## Опис
Деколи — невеликі і середнього розміру дятли, середня довжина яких становить 18-35 см, а вага 50-204 г. Вони мають переважно світло-коричневе забарвлення, поцятковане чорними смужками або плямками. На голові у них завичай є червоні плями. Крила і хвіст мають золотисто-жовтий або мідно-червоний відблиск. Деколи живуть у відкритих і напіввідкритих місцевостях. Багато з них ведуть більш наземний спосіб життя, ніж інші дятли, особливо північні види.

## Види
Виділяють чотирнадцять видів, включно з одним вимерлим:
- Дятел-смугань оливковокрилий (Colaptes rubiginosus)
- Дятел-смугань сіроголовий (Colaptes auricularis)
- Декол мексиканський (Colaptes aeruginosus)[15]
- Дятел-смугань червонокрилий (Colaptes rivolii)
- Декол чорногорлий (Colaptes atricollis)
- Декол малий (Colaptes punctigula)
- Декол плямистоволий (Colaptes melanochloros)
- Декол золотистий (Colaptes auratus)
- Декол каліфорнійський (Colaptes chrysoides)
- †Декол бермудський (Colaptes oceanicus)[16][17]
- Декол кубинський (Colaptes fernandinae)
- Декол чилійський (Colaptes pitius)
- Декол андійський (Colaptes rupicola)
- Декол польовий (Colaptes campestris)

## Етимологія
Наукова назва роду Colaptes походить від слова дав.-гр. κολαπτης — той, хто використовує долото, від κολαπτω  — довбати, дзьобати, ударяти.